# Stawna (dopływ Wołczenicy)
Stawna – struga w północno-zachodniej Polsce, w woj. zachodniopomorskim, płynąca przez Równinę Goleniowską i Gryficką, lewobrzeżny dopływ Wołczenicy.
Struga ma źródło na południowy wschód od osady Sosnowice, w Puszczy Goleniowskiej, w gminie Przybiernów. Od źródła Stawna stale biegnie w kierunku północnym. Na południowy zachód od wsi Stawno struga odbiera wody z dopływu spod Parłówka. Następnie we wsi Rekowo i przy drodze wojewódzkiej nr 107 uchodzi do Wołczenicy. Stawna ma nieuregulowany bieg i płynie meandrami. 
Nad brzegami strugi zachowały się fragmenty starodrzewi dębowych i bukowych, duże obszary podmokłego olszu oraz torfowisko z roślinnością typową dla torfowisk wysokich.
W 2004 roku został utworzony zespół przyrodniczo-krajobrazowy "Dolina Stawny" o powierzchni 255,4833 ha, który obejmuje Stawnę i jej mały dopływ, przyległe lasy bagienne, torfowisko i staw rybny na torfowisku. Na terenie zespołu stwierdzono 3 gatunki znajdujące się w Polskiej Czerwonej Księdze Zwierząt: wydrę, popielicę i bielika.
Nad strugą leży leśniczówka Strażnica.
Nazwę Stawna wprowadzono urzędowo rozporządzeniem w 1948 roku, zastępując poprzednią niemiecką nazwę strugi – Stäwener Bach.